# ジャン・ド・シャロレー
ジャン・ド・シャロレー（フランス語：Jean de Charolais, 1283年 - 1316年）またはジャン・ド・クレルモン（フランス語：Jean de Clermont）は、シャロレー領主およびサン＝ジュスト領主。フールネの戦い（1297年）、金拍車の戦い（1302年）などフランドルの戦いに参加した。

## 生涯
ジャンはクレルモン伯ロベールとブルボン女領主ベアトリス・ド・ブルゴーニュの息子として1283年に生まれた。1309年、ジャンヌ・ド・ダルジー（ダルジーおよびカトウー領主ルノー2世とアニェスの娘）と結婚した。2人の間には以下の2女が生まれた。
- ベアトリス（1311年1月 - 1364年8月25日 ロデーズ） - シャロレー女領主（2世）、1327年5月にモンセルでアルマニャック伯ジャン1世と結婚
- ジャンヌ（1314年頃 - 1388年7月27日） - 1328年にオーヴェルニュ伯ジャン1世と結婚

ジャンはリヨンに埋葬されたが、後に遺骨はパリに改葬された。